# Lucius Sempronius Merula Auspicatus
Lucius Sempronius Merula Auspicatus war ein im 2. Jahrhundert n. Chr. lebender römischer Politiker.
Durch ein Militärdiplom, das auf den 19. August 121 datiert ist, ist belegt, dass Auspicatus 121 zusammen mit Marcus Statorius Secundus Suffektkonsul war.